# Pierre Gilliard
Pour les articles homonymes, voir Gilliard.
Pierre Gilliard, né le 16 mai 1879 à Fiez et mort le 30 mai 1962 à Lausanne est le précepteur suisse des enfants de l'empereur Nicolas II : les grandes-duchesses Olga, Tatiana, Maria, Anastasia et le tsarévitch Alexis.
Il a suivi les membres de la famille impériale durant leur captivité jusqu'à Ekaterinbourg, où ils ont été séparés. C'est probablement ce qui lui sauva la vie, car Nicolas II et sa famille ont été exécutés peu de temps après.

## Biographie
Pierre Gilliard est le fils de Marie Gilliard-Malherbe et le frère de l'écrivain Edmond Gilliard.

### Précepteur des Romanov
La carrière de Gilliard dans l'enseignement commence en automne 1904. Il a vingt-cinq ans et est engagé comme professeur de français au service du prince Serge Gueorguievitch Romanovski, duc de Leuchtenberg. Gilliard vit ses dix premiers mois à Livadia, en Crimée. La famille s'installe en juin 1905 au Palais de Peterhof, villégiature fondée par Pierre le Grand au bord de la mer Baltique, sur le golfe de Finlande, à environ 40 kilomètres de Saint-Pétersbourg.
Il est recommandé comme tuteur de français pour les enfants du tsar et commença à enseigner aux enfants aînés, Olga et Tatiana en 1905. Gilliard n'est pas monarchiste, encore moins partisan de l'absolutisme russe. Énervé par les flagorneries ambiantes, il intervient d'abord pour que les visiteurs cessent de s'agenouiller devant le jeune tsarévitch, une coutume qui le choque. Pas seulement parce qu'il est égalitaire, mais aussi parce qu'il comprend le danger pour le caractère de l'enfant, qui avait gardé jusque-là sa simplicité et sa franchise : « L'enfant fut enchanté de se voir délivré de ce qui était pour lui une véritable contrainte ».
Il tente une autre éducation, loin de l'enseignement traditionnel des princes, qu'il juge artificiel, tendancieux et dogmatique. Isolé dans un monde figé par les traditions, sans contact avec des milieux divers auxquels il doit se confronter, l'enfant ne développe durant son enfance, son adolescence puis sa jeunesse ni esprit critique ni sens des réalités. Gilliard veut transmettre au tsarévitch les valeurs qui font, à ses yeux, l'homme juste et droit, qui sait faire preuve de sentiments.
En 1910 déjà, parlant des grandes-duchesses, il écrivait à sa mère : « L'accueil de mes élèves m'a montré que l'impératrice (Alexandra Féodorovna) avait raison en disant qu'elles avaient pour moi un sentiment affectueux [...] Seulement je ne me fais aucune illusion : ces enfants sont incapables de s'attacher vraiment à ceux qui les entourent (ils sont trop nombreux) et ils n'en auraient d'ailleurs pas le temps. Ce changement perpétuel de visages les amène à une grande superficialité de sentiments ».

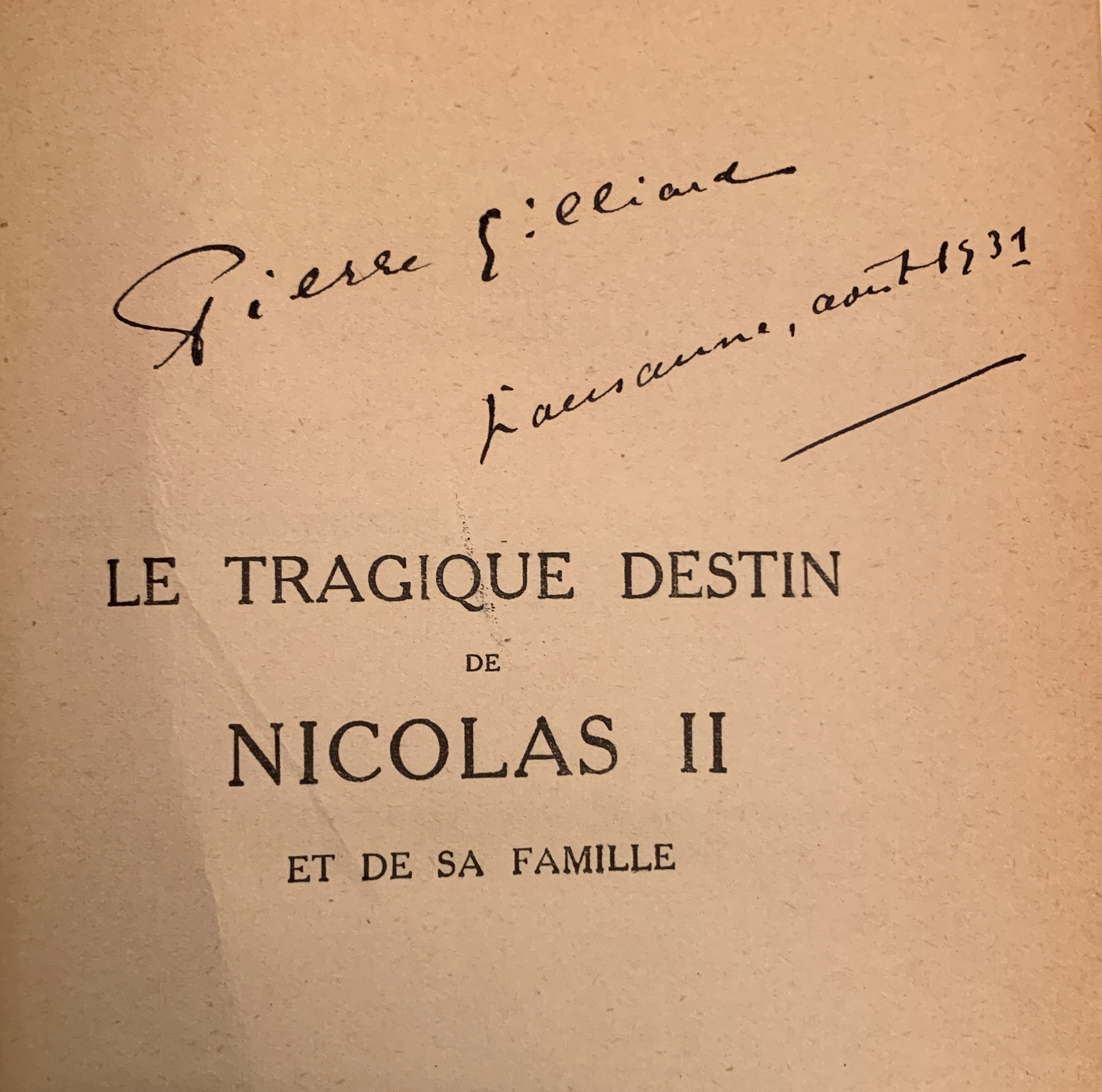
Signature de Pierre Gilliard sur la page de faux-titre de son livre Le tragique destin de Nicolas II et de sa famille.

### Révolution russe

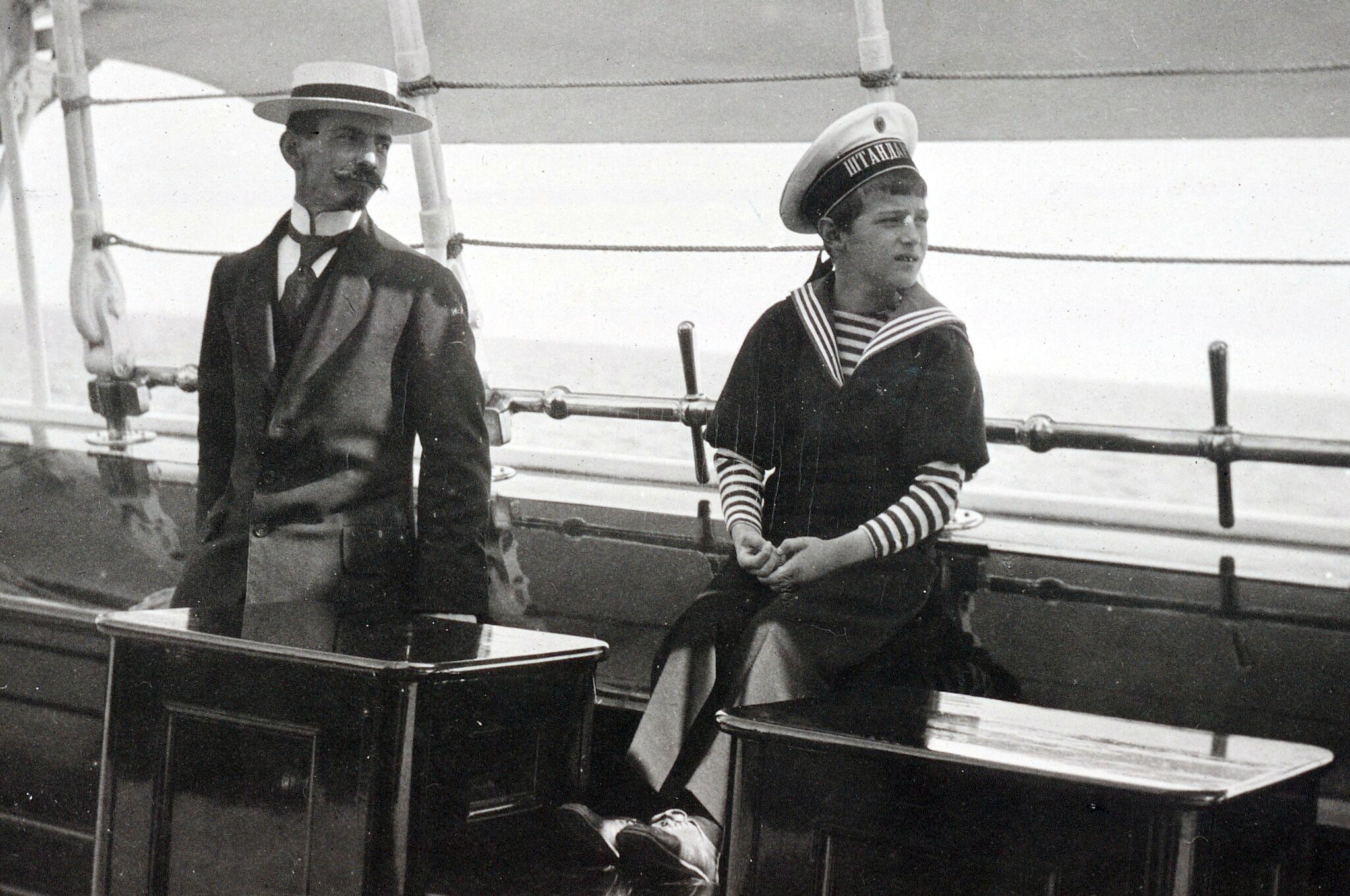
Pierre Gilliard et le tsarevitch Alexis à bord du Standart en 1914.

En 1904, Gilliard ne connaît encore rien de la société russe, de ses traditions ou de sa religion, et bien peu de son système politique. Il en fait l'apprentissage pendant la guerre de 1904 et la révolution de 1905. Faisant référence aux pogroms et à la violente répression, il écrit : « Dès le début la Russie se révélait à moi sous un aspect terrible et chargé de menaces, présage des horreurs et des souffrances qui m'attendaient ».
En 1914, la guerre surprend la famille impériale. La Suisse neutre se mobilise. Son armée est commandée par le général Ulrich Wille, qui a épousé la fille de Bismarck et ne fait guère mystère de ses sympathies pour Guillaume II, en désaccord avec la neutralité suisse romande. Gilliard se rend à la légation de Suisse à Saint-Pétersbourg. Les journaux annoncent, à tort, la violation de la neutralité helvétique par l'Allemagne. Une nouvelle qui met Gilliard en émoi. Le passage par les Dardanelles, qui est sa dernière porte de sortie, est coupé. Il ne peut désormais plus quitter la Russie. L'empereur Nicolas II demande à son ministre des affaires étrangères, Sergueï Dimitrievitch Sazonov, d'intervenir auprès du gouvernement suisse pour que Gilliard puisse rester auprès de la famille impériale. Une faveur exceptionnelle, qui est accordée par Berne le 14 août 1914. Son destin est désormais lié aux plus sombres moments des Romanov.

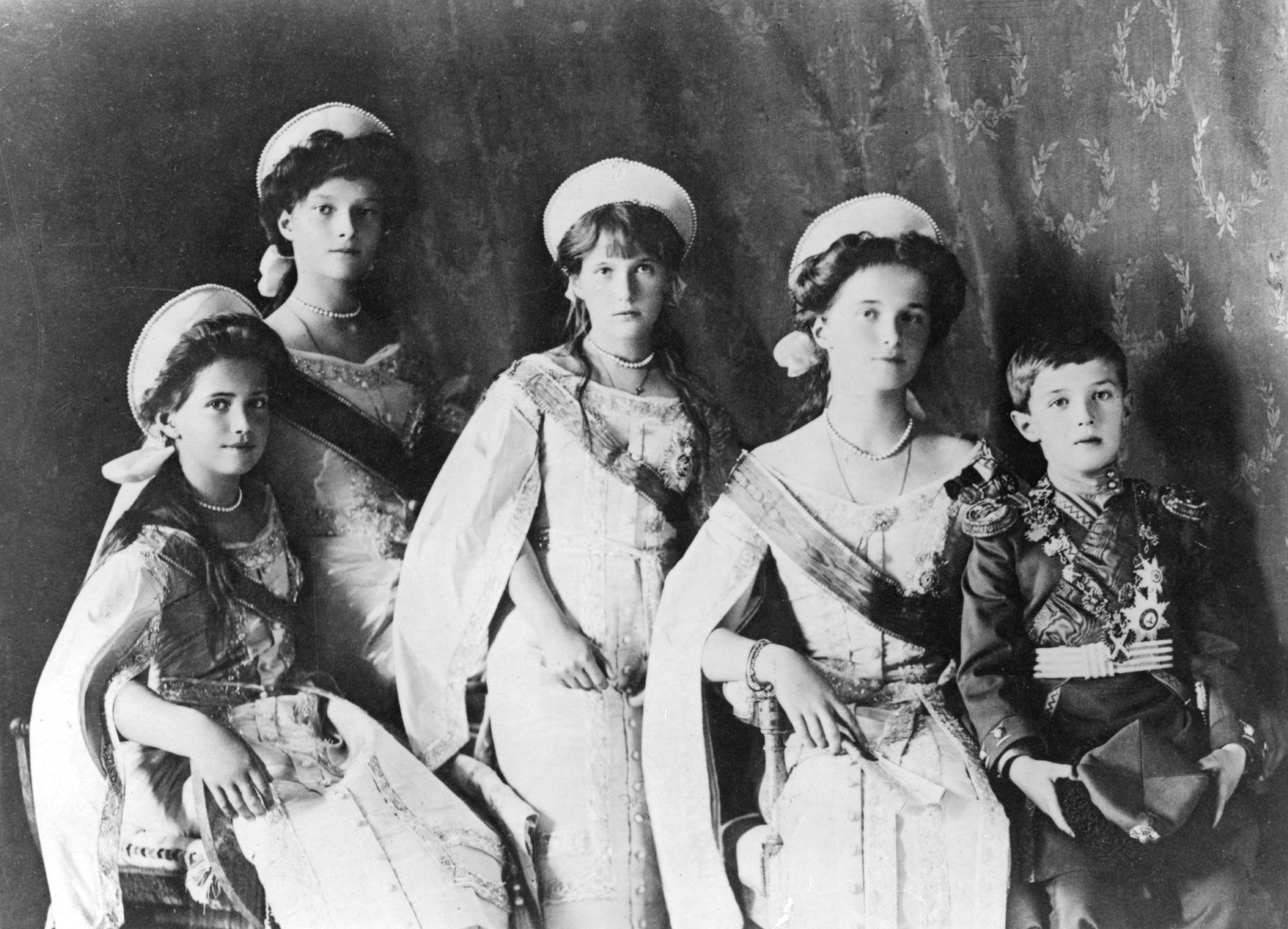
Élèves de Pierre Gilliard, (De gauche à droite) les grandes-duchesses Maria, Tatiana, Anastasia, Olga, et le tsarévitch Alexis.

Au printemps de 1917, la situation militaire est désastreuse. Les interventions se multiplient auprès de l'empereur pour qu'il fasse des concessions sur le plan politique, tous tentent de raisonner l'empereur. Il cède et accepte d'accorder que les ministres soient responsables devant le parlement. C'est le soulagement. Mais le soir, après une longue discussion avec l'impératrice, il a changé d'avis. Il signe à l'avance un décret de dissolution de la Douma qu'il laisse au premier ministre Nicolas Galitzine. Tout le monde est stupéfait et atterré. Dix jours après, la douma demande au tsar d'abdiquer. L'empereur accepte et par télégramme annonce qu'il donne le pouvoir à son fils, puis explique aux émissaires venus lui faire signer l'acte : « Jusqu'à trois heures aujourd'hui je croyais pouvoir abdiquer en faveur de mon fils ; mais j'ai changé d'avis : j'abdique en faveur de mon frère Michel ». Il abdique donc en faveur de celui-ci, car le tsar se souvient des hémorragies qui ont lourdement hypothéqué l'avenir de son fils. Mais moins de vingt-quatre heures plus tard, le frère de l'empereur renonce lui aussi au trône.
Deux compagnies du régiment combiné prennent place, sur quatre rangs, fusils braqués, à moins de 500 mètres du palais Alexandre. Une zone neutre est négociée entre les deux camps. À ce moment-là, il n'y a aucun signe de l'empereur depuis trois jours. Puis la nouvelle de l'abdication parvient au palais : « Le désespoir de l'impératrice dépasse tout ce que l'on peut imaginer ». Gilliard et les enfants ignorent encore ce qui vient de se passer. Le lendemain, Gilliard retrouve Alexandra Feodorovna. Elle lui annonce qu'elle-même, ses enfants et l'empereur, qui n'a toujours pas pu les rejoindre, sont en état d'arrestation. Il en sera de même pour tous ceux qui n'auront pas quitté le palais avant 16 heures, « Je suis décidé à rester » répond Gilliard à l'impératrice. Il fit ce qu'il lui avait promis : « À quatre heures, la porte du palais se referme. Nous sommes prisonniers». Désormais les soldats en faction ne sont plus là pour les protéger, mais pour les garder.

### Captivité
Pierre Gilliard est en captivité volontaire. S'il a décidé de rester auprès d'Alexis et des quatre grandes-duchesses, les premières victimes du naufrage des Romanov, c'est parce qu'il savait pertinemment qu'Alexandra Feodorovna ne pouvait faire face à la situation. Le 22 mars 1917, l'ex-empereur est de retour à Tsarskoïe Selo, « visage pâli et amaigri, on comprend combien il a effroyablement souffert ».
Le 3 avril, Alexandre Fedorovitch Kerenski, alors ministre de la Justice de gouvernement provisoire, vient au palais et s'entretient avec Gilliard de la santé des enfants : Olga, Tatiana et Anastasia ont la rougeole, Maria souffre d'une pneumonie. Gilliard décrit Kerenski comme un « petit homme très maigre, très pâle, d'expression très maladive. Il se tenait tout le temps la tempe droite comme s'il souffrait d'un mal de tête. Il avait une voix très forte et dure, autoritaire, un regard étrange et fuyant. ». Le sort des Romanov dépend pendant quelques mois de Kerenski. Gilliard ajoute que, pour Alexis, la visite de Kerenski a été un choc. « C'est la première fois qu'il voyait son père dans le rôle du subordonné, recevoir des ordres et obéir à qui, à un civil. ».
La chambre de Gilliard au palais devient un véritable point de rendez-vous, où tout le monde se réunit pour discuter de la situation et échanger des informations. Il a de longues conversations avec l'ex-empereur, dont il partage le sort, les préoccupations et l'espace. Parlant de sa chute, Nicolas Romanov lui explique que « le mouvement est parti de haut : famille impériale, aristocratie ». Parlant de la Douma, il pense que « le mouvement est allé beaucoup plus loin qu'ils ne le voulaient. Ils ne désiraient pas la chute de la monarchie, mais un changement de monarque et une constitution. »
Les Romanov demandent au gouvernement provisoire l'autorisation de partir pour Livadia, en Crimée. Le gouvernement refuse, et la condition des prisonniers se durcit. La Finlande n'est qu'à quelques heures de train, et chacun pense naturellement à l'exil. Gilliard apprend que « le comité de la Douma avait décidé, lorsqu'on a arrêté l'empereur, de notre départ pour l'Angleterre. Tout était arrangé, les bateaux étaient commandés. À cause de la maladie (grande fièvre de Maria, qui a une pneumonie), le départ a été remis. Et plus tard, quand du palais, on fit demander de fixer le départ, les enfants allant mieux, c'était déjà trop tard, la Douma ne s'était plus trouvée assez forte pour nous faire partir, le comité des ouvriers et des soldats s'y opposant. ». Trotski écrira plus tard qu'aucune révolution sérieuse « n'avait jamais laissé un monarque détrôné gagner l'étranger ». Et la révolution devient sérieuse, avec le retour de Suisse de Lénine, le 3 avril 1917.
La maladie des enfants a peut-être entraîné un retard fatal aux Romanov. Le gouvernement provisoire n'était plus, à ce moment-là, en mesure de laisser partir l'ex-tsar, car il était en proie aux pires difficultés avec le soviet de Petrograd (Saint-Pétersbourg), dirigé par les bolchéviques, qui ne reconnaît pas son autorité. Les terres d'accueil font aussi cruellement défaut. Le gouvernement britannique et le roi Georges V lui-même (cousin germain, ami et quasi-sosie de l'ex-empereur), font savoir que les Romanov sont indésirables en Grande-Bretagne. La France, contactée par le gouvernement provisoire, refuse elle aussi l'exil à celui qui a pourtant été un fidèle allié.
Gilliard est sans nouvelles de Suisse depuis plus de cinq mois. À son père, il écrit être resté « parce qu'il aurait été trop lâche de ma part d'agir autrement ; j'ai prévu toutes les éventualités possibles et ne suis pas effrayé par ce qui m'attend. J'estime que je dois aller jusqu'au bout... à la grâce de Dieu. Ayant profité de jours heureux, ne dois-je pas partager avec eux les jours malheureux ? ».

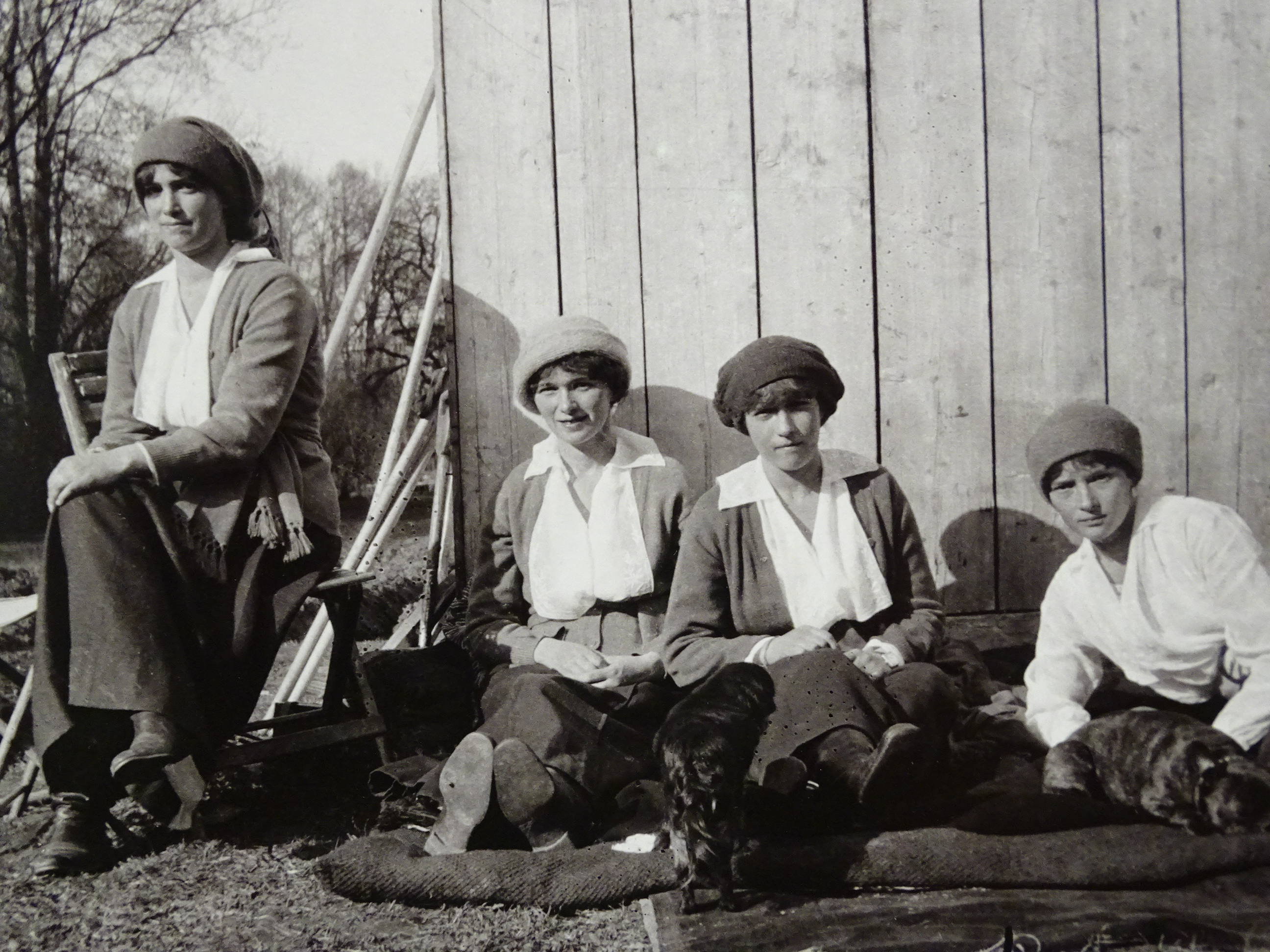
Les grandes-duchesses Maria, Olga, Anastasia et Tatiana en captivité en 1917.

Au cours de l'été 1917, Kerenski, devenu ministre de la Guerre, tente une offensive contre les Allemands, sans succès. Les troupes refusent de monter au front. Il doit faire face aux menaces de coup d'État. La sécurité des Romanov ne peut plus être assurée, la situation du gouvernement provisoire est trop fragile. Kerenski annonce aux prisonniers qu'il va prendre des mesures énergiques contre les bolchéviques, qui menacent sérieusement son gouvernement. Il a décidé d'éloigner les Romanov pour les mettre en sécurité, il choisira comme destination Tobolsk, en Oural. Le 14 août 1917, à 6 heures moins 10 du matin, l'ex-famille impériale quitte définitivement Tsarskoïe Selo, accompagnée de quelques suivants dont Gilliard. Après quatre jours et trois nuits de voyage, ils atteignent Tioumen. De là ils parcourent en bateau les 300 kilomètres qui les séparent de Tobolsk, la ville n'étant pas desservie par le train.
À Tobolsk, la famille Romanov et Gilliard sont installés dans la maison du gouverneur, rebaptisée pour la circonstance « maison de la liberté ». La suite de l'ex-famille impériale, une dizaine de personnes, réside dans la maison Kornilov, de l'autre côté de la rue. Gilliard a ses quartiers dans l'ancien bureau du gouverneur, au rez-de-chaussée, d'où il peut tout surveiller. Trois cents soldats en armes surveillent étroitement la maison, qui est entourée de hautes palissades de bois. Les captifs ne reçoivent aucun journal, aucune lettre, aucune visite.
En novembre 1917, le gouvernement provisoire étant renversé, les bolchéviques s'emparent du pouvoir. Une évolution de la situation qui aura quelques mois plus tard des conséquences désastreuses pour la famille impériale. Ils ne sont désormais plus l'enjeu d'une lutte entre le gouvernement provisoire et le soviet de Petrograd, ils sont prisonniers du nouveau pouvoir. Leur isolement est total, et il est difficile pour eux d'évaluer les risques. « Il nous était toutefois bien difficile de suivre les événements et d'en saisir la portée, car les données dont nous disposions ne nous permettaient ni d'en comprendre les causes ni d'en supputer les conséquences. Nous étions si loin, à tel point isolés du monde entier ! ».
Le 22 avril 1918, Vassili Yakovlev, commissaire de Moscou, homme de confiance de Sverdlov, le président du comité exécutif central, a pour mission d'emmener l'ex-tsar et sa famille, mais refuse de dire pour quelle destination. Alexis, très malade, était intransportable. Alexandra Feodorovna refusant de se séparer de son époux, obtient la permission de l'accompagner avec sa fille, la grande-duchesse Maria. Les autres enfants sont confiés à Gilliard : « Je partirai avec l'empereur. Je vous confie Alexis » dit Alexandra. À quatre heures de l'après-midi, le couple impérial, accompagné de leur fille Maria, quitte définitivement Tobolsk, vers une destination qu'ils ignorent encore. Après plusieurs jours de trajet, le train arrive dans la ville d'Ekaterinbourg, où une foule très hostile attend l'empereur. Les prisonniers sont emmenés dans la Villa Ipatiev, entourée de hautes palissades. Ils sont désormais aux mains du soviet rouge de l'Oural.
À Tobolsk, Gilliard s'occupe des enfants. Avant le départ de l'ex-impératrice, ils ont eu de longues conversations : « J'ai parlé longuement avec l'impératrice à propos de ses bijoux : elle en a une quantité avec elle. Qu'en faire ? Ceux des enfants sont faciles à transporter, mais pas les siens, il y en a trop. ». Gilliard et l'impératrice eurent alors l'idée de coudre les bijoux dans les doublures des vêtements des grandes-duchesses.
Le 20 mai 1918, Gilliard et les quatre enfants (Olga, Tatiana, Anastasia et Alexis) sont transférés de Tobolsk à Tioumen sur le Rouss (le bateau qui les avait emmenés huit mois plus tôt). Les gardes de celui-ci étaient nerveux et brutaux envers les enfants et leurs compagnons. Au moment de monter dans le train en gare de Tioumen, sans qu'il s'y attende, Gilliard est séparé des enfants. À Ekaterinbourg, le 23 mai, il les voit pour la dernière fois, depuis la fenêtre du train. Olga, Tatiana et Anastasia avancent dans la boue, traînant leurs lourds bagages. Alexis, qui ne peut plus marcher, est porté par le matelot Klementi Nagorny : « Je voulus sortir, mais je fus brutalement repoussé dans le wagon par la sentinelle ». Pour Gilliard, ce sont des souvenirs douloureux : « Je revins à la fenêtre. Tatiana s'avançait la dernière, portant son petit chien et traînant péniblement une lourde valise brune. Il pleuvait et je la voyais s'enfoncer à chaque pas dans la boue. Nagorny voulut se porter à son aide : il fut violemment rejeté en arrière par un des commissaires ». Seuls le docteur Botkine, le matelot Nargony, les dames de compagnie Catherine Schneider et Anna Demidova, les valets Troupp et Ivan Sednev, le cuisinier Ivan Kharitonov et le marmiton Leonid Sednev accompagneront la famille impériale dans la villa Ipatiev. Les autres domestiques et suivants des Romanov sont incarcérés dans la prison locale. À part un vieux domestique, le valet et le marmiton, tous seront fusillés à Ekaterinbourg ou plus tard à Perm.
Pierre Gilliard, Sydney Gibbes (en), la baronne Buxhoeveden (en) et Alexandra Tegleva (en) (gouvernante des filles du tsar, qu'il épousera en 1922) restent sous bonne garde dans le train. Le soir, le commissaire Rodionov leur annonce qu'ils sont libres.

### «Libération» et enquête sur le meurtre des Romanov
Gilliard et ses compagnons quittent quelque temps plus tard Ekaterinbourg pour Tioumen. Gilliard y est arrêté à son arrivée, mais est libéré peu après. Le 20 juillet 1918, les Tchèques s'emparent de Tioumen. Gilliard sort alors de sa clandestinité et découvre sur les murs de la ville un communiqué officiel : « La sentence de mort contre l'ex-empereur Nicolas Romanov a été exécutée la nuit du 16 au 17 juillet, l'impératrice et les enfants ont été évacués et mis en lieu sûr. »  Gilliard se rendit alors à Ekaterinbourg pour retrouver les enfants impériaux que tous croyaient encore en vie.
Une enquête est alors ouverte par des juges d'instruction et par des officiers du général, pour retrouver les enfants Romanov que tout le monde pensait emprisonnés dans la région de Perm. C'est d'ailleurs à ce moment-là que beaucoup d'imposteurs se disent être les enfants Romanov. À son arrivée à Ekaterinbourg en août 1918, Gilliard visite la villa Ipatiev, qui fut la dernière prison des Romanov : « Je pénétrai avec une émotion intense dans la chambre qui peut-être (j'avais encore un doute) avait été le lieu de leur mort. L'aspect en était sinistre au-delà de toute expression […] Les parois et le plancher portaient de nombreuses traces de balles et de coups de baïonnette. On comprenait à première vue qu'un crime odieux avait été commis là et que plusieurs personnes y avaient trouvé la mort. Mais qui ? Combien ? » Il était convaincu de la mort de l'ex-tsar et de l'ex-tsarine, mais il ne pouvait se résoudre à ce que les enfants aient aussi été exécutés, « Mais les enfants ? Les enfants ? Massacrés eux aussi ? Je ne pouvais le croire. Tout mon être se révoltait à cette idée ». Après plusieurs mois de recherches, Gilliard rentre à Tioumen. En janvier 1919, il entre au service du général Janin où il rencontre l'enquêteur officiel, Nikolaï Sokolov. « Dès notre première entrevue, je compris que sa conviction était faite et qu'il ne gardait plus aucun espoir. Pour moi, je ne pouvais croire à tant d'horreur. Les enfants ont subi le même sort que leurs parents, cela ne fait pas l'ombre d'un doute pour moi », lui explique Sokolov. Peu après, le juge recueille la déposition de l'un des meurtriers, Paul Medviedev, emprisonné à Perm. Il avoue alors que tous les membres de la famille de  Nicolas Romanov ont été exécutés, ainsi que le docteur Botkine et trois domestiques, dans les sous-sols de la villa Ipatiev dans la nuit du 16 au 17 juillet 1918. Mais il ne savait pas ce qu'étaient devenus les corps. Sokolov avait alors une idée très précise sur le déroulement du massacre. Il entreprend alors avec plusieurs soldats des recherches dans la clairière appelée les « Quatre frères », en particulier dans le puits désaffecté d'une ancienne mine. Le lieu avait autrefois servi de lieu d'exécution aux bolchéviques, ils trouvent alors des centaines de cadavres, mais aucun corps ne correspondait à l'une des victimes de la villa Ipatiev.
Gilliard reprend dans son livre les conclusions de Sokolov. Le 4 juillet 1918, le commissaire Iakov Iourovski prit le commandement de la villa Ipatiev. Il emmena avec lui dix hommes, qui seront chargés de l'exécution. Pendant quelques jours, il parcourut la région à cheval pour repérer un endroit sûr où faire disparaître les corps. Le 16 juillet au soir, Iourovski procura des pistolets à ses hommes. Après minuit, il demanda aux Romanov et à leurs suivants (Evgueni Botkine, Anna Demidova, Ivan Kharitonov et Aloïs Troupp) de se préparer à être transférés dans un lieu plus sûr. Tout le monde descendit par les escaliers intérieurs jusqu'au sous-sol. L'ex-tsar portait son fils dans ses bras. Il y avait deux chaises, où s'assirent l'empereur et l'impératrice, Alexis se trouvait sur les genoux de son père, les grandes-duchesses et leurs suivants se trouvaient debout à côté du couple impérial. Iourovski, prétextant qu'il allait chercher un appareil photographique pour prouver de leur bonne santé auprès de Moscou, alla régler les derniers détails du massacre avec ses hommes de mains. Puis il ouvrit la double porte où se trouvaient les prisonniers. Sur le seuil, les douze hommes s'alignèrent sur trois rangs. Dehors, le chauffeur du camion mit le moteur en marche pour couvrir le bruit des détonations. Au premier rang des tueurs, Iourovski sortit un papier et se mit à le lire rapidement : « Du fait que vos parents continuent leur offensive contre la Russie soviétique, le comité exécutif de l'Oural a pris le décret de vous fusiller». La fusillade se déchaîna aussitôt, dans le désordre le plus absolu. Il n'était plus question de préséance révolutionnaire : la plupart des exécuteurs visèrent le tsar. Le choc des multiples impacts le projeta en arrière et il s'effondra, mort sur le coup. Alexandra et la grande-duchesse Olga eurent à peine le temps d'esquisser un signe de croix avant de tomber à leur tour, ainsi que Troupp et Kharitonov. Le massacre prit rapidement un tour dantesque. Dans la fumée de la poudre qui emplissait la pièce, le tsarévitch effondré par terre faisait preuve, selon Iourovski, d'une « étrange vitalité » : il rampait sur le sol en se protégeant la tête de la main. Nikouline, maladroit ou trop énervé, vida sur lui un chargeur sans réussir à le tuer. Iourovski dut l'achever de deux balles dans la tête. Le sort des grandes-duchesses fut encore plus horrible : les projectiles ricochaient sur leurs corsets où elles avaient cousu des bijoux et des pierres précieuses pour les dissimuler aux gardiens. Iourovski dira, plus tard, qu'elles étaient « blindées » (ce détail, une fois connu, a alimenté les rumeurs des survivants car les bijoux avaient servi de gilets pare-balles, et également celle d’un fabuleux trésor). Anna Demidova fut aussi très longue à mourir. Les tueurs ont vidé leurs armes mais cela ne suffit pas, trois des grandes-duchesses étaient encore en vie. Selon son témoignage, Kabanov alla chercher une baïonnette en forme de couteau d'une Winchester pour les achever. D'autres l'imitèrent. Les corps ensanglantés furent emmenés en camion dans une clairière, près du village de Koptiaki. Ils furent arrosés d'acide sulfurique, brûlés et démembrés avant d'être ensevelis sous un chemin forestier.
En 1990, les corps du tsar, de l'impératrice et de trois de leurs filles (Olga, Tatiana et Anastasia) furent retrouvés. Les corps de la grande-duchesse Maria et du tsarévitch Alexis ont été retrouvés plus tard en juillet 2007. Des analyses ADN ont confirmé qu'il s'agissait bien des restes de la famille impériale. Quelques années auparavant, beaucoup de femmes se firent passer pour la grande-duchesse Anastasia, dont une Polonaise, Franziska Schanzkowa (plus connue sous le nom d'Anna Anderson). Des analyses ADN réalisées en 1994, ont prouvé qu'elle n'était effectivement pas la grande-duchesse Anastasia. Tout comme l'avait montré Gilliard dans son livre La fausse Anastasia, paru en 1929. Une histoire de fidélité qui lui coûtera cher, tant il est impossible de lutter contre un mythe, « Nous nous laissons toujours exploiter […] les embêtements, les soucis, l'argent que cela m’a coûté pour des gens qui se foutent de moi, ça c'est la gaffe de ma vie. C'est notre Don Quichottisme qui nous vaut tous ces embêtements. »
Le 17 juillet 1998, quatre-vingts années jour pour jour après leur mort, les Romanov eurent droit à des obsèques officielles et furent inhumés dans la cathédrale Pierre-et-Paul, à Saint-Pétersbourg. Nicolas II et toute sa famille furent canonisés en août 2000 par l'Église orthodoxe, qui les considère comme martyrs.

### Fin de vie
En quittant Ekaterinbourg, Gilliard écrit : « Ce fut pour moi le désespoir de sentir vains tous mes efforts, ce fut la séparation cruelle et brutale. » C'est là que se termina dans le drame le chapitre russe de sa vie. Il se marie avec Alexandra Tegleva et en novembre 1919, avec des milliers d'autres personnes, dont des ministres et des représentants du gouvernement de l'ancien régime, il s'enfuit d'Omsk et se dirigea vers l'est sur le Chemin de fer transsibérien. Après un voyage de six mois, il arriva à Vladivostok début avril 1920. Il prit ensuite un navire américain jusqu'à San Francisco, et de là voyagea en bateau le long la côte Pacifique, à travers le Canal de Panama, à travers l'océan Atlantique et la mer Méditerranée jusqu'à Trieste. Il voyage à travers l'Italie jusqu'en Suisse et, en août 1920, il rejoint la maison de ses parents à Fiez, qu'il avait quittée seize ans auparavant.
Pendant plusieurs années, il aura le sentiment pénible d'avoir tout perdu lors de la mort des enfants Romanov, il s'était attaché à eux, il avait passé treize ans avec eux. Il les avait éduqués, leur avait donné le meilleur de lui-même, les avait suivis durant leur emprisonnement et partagé avec eux les moments difficiles d'une chute à laquelle ils n'étaient guère préparés. Il n'y a pas de nostalgie dans les propos de Gilliard, mais seulement la conviction révoltée qu'un crime odieux avait été perpétré contre des enfants dont le plus jeune n'avait même pas quatorze ans. C'est dans le même esprit qu'il s'est attaqué à la fausse Anastasia. Dès la première rencontre en Allemagne avec celle qui se faisait passer pour la quatrième des filles de Nicolas II, Alexandra Tegleva et lui comprirent qu'elle ne pouvait en aucun cas être la véritable Anastasia. Par honnêteté envers la mémoire de son ancienne élève, Gilliard refusa qu'une autre n'usurpe son identité et sa vie. Pour lui, c'était une sorte de profanation, et cela lui était insupportable. Cet épisode de sa vie fut un très mauvais souvenir.
Après être resté en Sibérie jusqu'en 1920, il retourne en Suisse où il reprend ses études qu'il avait interrompues en 1904. En 1925, il est licencié ès lettres à Lausanne et à partir de 1926, il enseigne le français à l'école de français moderne de la faculté des lettres de l'université de Lausanne, dont il assuma ensuite la direction jusqu'en 1949. Gilliard publie en français chez Payot à Paris, en 1921 Le tragique destin de Nicolas II et de sa famille, et en 1929 son deuxième ouvrage La Fausse Anastasie, histoire d'une prétendue Grande-Duchesse de Russie. Il est professeur extraordinaire en 1937, puis de 1947 à 1949 professeur ordinaire de langue et littérature françaises, et enfin professeur honoraire en 1950. Il est fait chevalier de la Légion d'honneur et lauréat du prix Marcelin-Guérin pour son livre sur Nicolas II. 
Pierre Gilliard meurt le 30 mai 1962 à Lausanne, après avoir perdu son épouse en 1955.

## Films
- Le tragique destin des Romanov, Patrick Cabouat, Arte France, 2017
- Nicolas et Alexandra, 1971

## Série
- Les Derniers Tsars, Netflix, 2019. Pierre Gillard est interprété par l'acteur anglais Oliver Dimsdale.